# Streptocarpus kamerunensis
Espèce
Streptocarpus kamerunensis (Engl.) Christenh. est une espèce de plantes à fleurs de la famille des Gesneriaceae et du genre Streptocarpus, selon la classification phylogénétique. C'est un arbre trouvé au Cameroun.